# Альтлихтенварт
Альтлихтенварт (нем. Altlichtenwarth) — коммуна (нем. Gemeinde) в Австрии, в федеральной земле Нижняя Австрия.
Входит в состав округа Мистельбах.  Население составляет около 800 человек. Официальный код  —  31601.

## География
Занимает площадь 20,45 км².

## Политическая ситуация
Бургомистр коммуны — Франц Гайсмайер (АНП) по результатам выборов 2005 года.
Совет представителей коммуны (нем. Gemeinderat) состоит из 15 мест:
- АНП занимает 11 мест.
- СДПА занимает 4 места.